# Беркхед, Рекс
Рекс Беркхед (англ. Rex Burkhead; 2 июля 1990, Уинчестер, Кентукки) — американский футболист, раннинбек. Выступал в НФЛ с 2013 по 2022 год. Победитель Супербоула LIII в составе клуба «Нью-Ингленд Пэтриотс». На студенческом уровне играл за команду университета Небраски. На драфте НФЛ 2013 года был выбран в шестом раунде.

## Биография
Рекс Беркхед родился 2 июля 1990 года в Уинчестере в штате Кентукки. Вырос в Техасе, учился в старшей школе в Плейно. В составе школьной футбольной команды выступал на позиции раннинбека, в 2008 году был признан лучшим игроком нападения по версии газеты Dallas Morning News. Занимался баскетболом, становился победителем чемпионата штата, дважды входил в сборную звёзд округа. После окончания школы поступил в университет Небраски в Линкольне.

### Любительская карьера
В 2009 году Беркхед дебютировал в футбольном турнире NCAA. Он принял участие в девяти играх, набрав 346 ярдов с тремя тачдаунами. Пять матчей он пропустил из-за травмы ноги. В сезоне 2010 года Беркхед сыграл четырнадцать матчей, набрав выносом 951 ярд и занеся семь тачдаунов. Его роль в нападение команды выросла во второй половине турнира, когда из-за травмы выбыл из строя квотербек Тейлор Мартинес.
В сезоне 2011 года он закрепился в роли основного бегущего команды, сыграв в стартовом составе во всех тринадцати матчах. По ходу турнира Беркхед побил несколько рекордов университета, набранные им 1357 ярдов вошли в число двадцати лучших результатов сезона в I дивизионе NCAA. Также он вошёл в сборную звёзд конференции Big Ten. В 2012 году он из-за травмы ноги принял участие только в девяти играх, заработав 675 ярдов. Суммарно за карьеру он набрал выносом 3329 ярдов, показав пятый результат в истории футбольной программы университета. В декабре 2012 года Беркхед окончил университет с дипломом бакалавра в области истории.

#### Статистика выступлений в NCAA
| Сезон | Команда              | Игры | Приём | Приём | Приём | Приём | Вынос | Вынос | Вынос | Вынос |
| Сезон | Команда              | Игры | Rec   | Yds   | Y/A   | TD    | Att   | Yds   | Y/A   | TD    |
| ----- | -------------------- | ---- | ----- | ----- | ----- | ----- | ----- | ----- | ----- | ----- |
| 2009  | Небраска Корнхаскерс | 9    | 13    | 90    | 6,9   | 1     | 81    | 346   | 4,3   | 3     |
| 2010  | Небраска Корнхаскерс | 14   | 15    | 148   | 9,9   | 0     | 172   | 951   | 5,5   | 7     |
| 2011  | Небраска Корнхаскерс | 13   | 21    | 177   | 8,4   | 2     | 284   | 1357  | 4,8   | 15    |
| 2012  | Небраска Корнхаскерс | 9    | 11    | 92    | 8,4   | 2     | 98    | 675   | 6,9   | 5     |
| Всего | Всего                | 45   | 60    | 507   | 8,5   | 5     | 635   | 3329  | 5,2   | 30    |

### Профессиональная карьера
На драфте НФЛ 2013 года Беркхед был выбран «Цинциннати Бенгалс» в шестом раунде под общим 190 номером. Стать игроком основного состава клуба ему не удалось, большую часть времени он выходил на поле как игрок специальных команд. За четыре сезона в клубе он сделал всего 87 попыток выноса, набрав 375 ярдов. Оставаясь третьим бегущим «Бенгалс» после Джереми Хилла и Джовани Бернарда, он впервые вышел в стартовом составе на игру чемпионата НФЛ только на последней неделе сезона 2016 года. В последующее межсезонье Беркхед получил статус свободного агента.
В марте 2017 года он подписал однолетний контракт на 3,15 млн долларов с клубом «Нью-Ингленд Пэтриотс». Комментируя соглашение, обозреватель Bleacher Report Алек Нейтан отмечал, что Беркхед может заменить в ротации бегущих команды Лагаррета Блаунта и быть полезным на третьих даунах. В составе новой команды он занял место третьего раннинбека. Пропустив несколько игр из-за травм колена и рёбер, Беркхед выходил на поле в десяти матчах, набрав 264 ярда выносом и 254 ярда на приёме. Вместе с командой он сыграл в Супербоуле LII, закончившемся победой «Филадельфии Иглз». Весной 2018 года он подписал с командой новый контракт.
В 2018 году он снова пропустил значительную часть сезона из-за травм. На поле Беркхед выходил в восьми играх регулярного чемпионата, набрав 186 ярдов выносом и 131 ярд на приёме. В плей-офф он стал одним из героев финального матча Американской футбольной конференции против «Канзас-Сити Чифс», занеся победный тачдаун в овертайме. В победном для «Пэтриотс» Супербоуле LIII Беркхед суммарно набрал 58 ярдов.
Сезон 2019 года он провёл в статусе игрока ротации, деля время на поле с Джеймсом Уайтом. Беркхед принял участие в тринадцати играх, набрав выносом 306 ярдов, на приёме — 311 ярдов. Три матча он был вынужден пропустить из-за травмы ноги. В 2020 году он смог сыграть в десяти матчах, пропустив концовку сезона из-за травмы колена. До её получения Беркхед проводил один из лучших сезонов в карьере, но в итоге завершил чемпионат с 274 ярдами на выносе и 192 ярдами на приёме. После окончания сезона он получил статус свободного агента.
В июне 2021 года он подписал однолетнее соглашение с «Хьюстоном». В перестраивающейся команде Беркхед занял место первого раннинбека. В шестнадцати матчах он заработал 403 выносных ярда, став лидером клуба по этому показателю. В январе 2022 года он продлил контракт с «Тексанс» ещё на один сезон. По ходу сезона место в стартовом составе занял Деймион Пирс, а Беркхед выполнял роль игрока ротации с Даре Огунбовале. После окончания чемпионата он получил статус свободного агента.

#### Статистика выступлений в НФЛ

##### Регулярный чемпионат
| Сезон | Команда              | Игры | Приём | Приём | Приём | Приём | Вынос | Вынос | Вынос | Вынос |
| Сезон | Команда              | Игры | Rec   | Yds   | Y/A   | TD    | Att   | Yds   | Y/A   | TD    |
| ----- | -------------------- | ---- | ----- | ----- | ----- | ----- | ----- | ----- | ----- | ----- |
| 2013  | Цинциннати Бенгалс   | 1    | 0     | 0     | 0,0   | 0     | 0     | 0     | 0,0   | 0     |
| 2014  | Цинциннати Бенгалс   | 9    | 7     | 49    | 7,0   | 0     | 9     | 27    | 3,0   | 1     |
| 2015  | Цинциннати Бенгалс   | 16   | 10    | 94    | 9,4   | 1     | 4     | 4     | 1,0   | 0     |
| 2016  | Цинциннати Бенгалс   | 16   | 17    | 145   | 8,5   | 0     | 74    | 344   | 4,6   | 2     |
| 2017  | Нью-Ингленд Пэтриотс | 10   | 30    | 254   | 8,5   | 3     | 64    | 264   | 4,1   | 5     |
| 2018  | Нью-Ингленд Пэтриотс | 8    | 14    | 131   | 9,4   | 1     | 57    | 186   | 3,3   | 0     |
| 2019  | Нью-Ингленд Пэтриотс | 13   | 27    | 279   | 10,3  | 0     | 65    | 302   | 4,6   | 3     |
| 2020  | Нью-Ингленд Пэтриотс | 10   | 25    | 192   | 7,7   | 3     | 67    | 274   | 4,1   | 3     |
| 2021  | Хьюстон Тексанс      | 16   | 25    | 186   | 7,4   | 0     | 122   | 427   | 3,5   | 3     |
| 2022  | Хьюстон Тексанс      | 16   | 37    | 204   | 5,5   | 1     | 26    | 80    | 3,1   | 0     |
| Всего | Всего                | 115  | 192   | 1534  | 8,0   | 9     | 488   | 1908  | 3,9   | 17    |

##### Плей-офф
| Сезон | Команда              | Игры | Приём | Приём | Приём | Приём | Вынос | Вынос | Вынос | Вынос |
| Сезон | Команда              | Игры | Rec   | Yds   | Y/A   | TD    | Att   | Yds   | Y/A   | TD    |
| ----- | -------------------- | ---- | ----- | ----- | ----- | ----- | ----- | ----- | ----- | ----- |
| 2014  | Цинциннати Бенгалс   | 1    | 3     | 34    | 11,3  | 0     | 1     | 23    | 23,0  | 0     |
| 2015  | Цинциннати Бенгалс   | 1    | 1     | 5     | 5,0   | 0     | 1     | 4     | 4,0   | 0     |
| 2017  | Нью-Ингленд Пэтриотс | 2    | 1     | 46    | 46,0  | 0     | 4     | 23    | 5,8   | 0     |
| 2018  | Нью-Ингленд Пэтриотс | 3    | 7     | 45    | 6,4   | 0     | 23    | 96    | 4,2   | 3     |
| 2019  | Нью-Ингленд Пэтриотс | 1    | 3     | 32    | 10,7  | 0     | 3     | 4     | 1,3   | 0     |
| Всего | Всего                | 8    | 15    | 162   | 10,8  | 0     | 32    | 150   | 4,7   | 3     |